# 閆桉
閆桉（韓語：옌안，1996年10月25日—），在韓發展的中國籍男歌手，為Cube娛樂旗下男子組合PENTAGON的副唱、門面。2024年熱播劇大夢歸離中飾演離侖一角。

## 生平
閆桉1996年10月25日生於中國上海市。另有說法指其實際上生於日本北海道，於中國上海市長大。
曾就讀上海市東輝職業技術學校（現上海市浦東外事服務學校）航空服務班，2014年參加Cube娛樂的《Cube Star World Audition》海外徵選，閆桉於試鏡時演唱Secret Garden《You Raise Me Up》、王力宏《落葉歸根》，最後通過選拔，於2015年成為旗下練習生。
2016年5月2日出道節目《PENTAGON MAKER》播出。同年10月10日以男子組合PENTAGON的副唱、門面正式出道。
2017年3月29日隨團隊發行日本迷你一輯《GORILLA》，正式在日本出道。
2017年6月，官方宣佈閆桉在練舞時右手受傷需要休養，因而暫停活動。一個月後復出。
2018年8月22日，官方指閆桉因健康問題再度暫停活動。
2019年7月，官方宣佈閆桉因健康因素三度暫停活動；同年12月閆桉於微博發文，指自己早已準備回去工作，但公司一直未有明確指示。
2020年9月，閆桉正式復隊。
2021年5月，參演中國電視劇《我親愛的「小潔癖」》。
2023年4月，出演《青年π計劃》。
2023年10月9日，官方公告閆桉不續約、結束專屬合約。

## 影視作品
| 年份   | 播放頻道 | 名稱                   | 角色   |
| ------ | -------- | ---------------------- | ------ |
| 2021年 | 芒果TV   | 《我親愛的「小潔癖」》 | 是俊傑 |
| 2024年 | 愛奇藝   | 《大夢歸離》           | 離侖   |
| 2025年 | 優酷     | 《烽影燃梅香》         | 華容簡 |

## 綜藝節目
| 節目               | 電視台           | 播出日期 | 註           |
| ------------------ | ---------------- | -------- | ------------ |
| 《潮音戰紀》       | 騰訊視頻         | 2018年   | 參賽者(固定) |
| 《奔跑吧兄弟3》    | 浙江衛視         | 2019年   | 嘉賓         |
| 《大韓外國人》     | MBC Every 1      | 2021年   |              |
| C.T.O 프로젝트     | JTBC             | 2021年   |              |
| 《青年π计划》      | 湖南衛視、芒果TV | 2023年   | 參賽者(固定) |
| 《甜蜜的任務》     | 芒果TV           | 2023年   | 嘉賓         |
| 《一拍即合的我們》 | 優酷             | 2023年   | 研究生(固定) |

## 獲獎
| 年份   | 頒獎典禮            | 獎項         |
| ------ | ------------------- | ------------ |
| 2024年 | 2024 爱奇艺尖叫之夜 | 年度新人演员 |

## 外部連結
- 閆桉的Instagram帳戶
- 閆桉的新浪微博（简体中文）
- 閆桉的抖音账户 （简体中文）